# Ćićarija
Ćićarija (kroatiska: Ćićarija, slovenska: Čičarija, italienska: Cicceria, tyska: Tschitschenboden) är en bergskedja, bestående av kalksten, och en karstregion i norra Istrien, på gränsen mellan Kroatien och Slovenien men till största delen beläget i Kroatien.